# گاوریل پاپف
گاوریل نیکولایویچ پاپف (روسی: Гаврии́л Никола́евич Попо́в؛ ۲ سپتامبر ۱۹۰۴ – ۱۷ فوریه ۱۹۷۲) آهنگساز اهل روسیه بود. استعداد موسیقی او را با دمیتری شوستاکوویچ مقایسه می‌کردند.
او دانش‌آموختهٔ کنسرواتوار سن پترزبورگ بود و در سال ۱۹۴۶ میلادی برنده «جایزهٔ میهنی اتحاد جماهیر شوروی سوسیالیستی» (موسوم به جایزه استالین) شد.
از فیلم‌ها یا مجموعه‌های تلویزیونی که وی در آن‌ها نقش داشته است، می‌توان به نقطه بازگشت، وقایع‌نگاری سال‌های پرتب‌وتاب، شعر دریا و قزاق‌ها اشاره نمود.